# 대한민국 형사소송법 제146조
대한민국 형사소송법 제146조는 증인의 자격에 대한 형사소송법의 조문이다.

## 조문
第146條(證人의資格) 法院은 法律에 다른 規定이 없으면 누구든지 證人으로 訊問할 수 있다.

## 해설
피고인이 철회한 증인을 법원이 신문할 수 있는지 여부(적극)
증인은 법원이 직권에 으I하여 신문할 수도 있고 증거의 채부는 법원의 직권에 속하는 것이므로 피고인이 철회한 증인을 법원이 직권신문하고 이를 채증하더라도 위법이 아니다(대판 1983.7.12,82도3216).
수사경찰관의 증인적격 유무(적극)
1. 형사소송에 있어서 경찰공무원은 …… 공판과정에서는 제3자라고 할 수 있어 수사 담당 경찰공무원이라 하더라도 증인의 지위에 있을 수 있음을 부정할 수 없다(헌재결 2001.11.29.20이헌바41)
2 …… 사법경찰관사무취급자라 하더라도.….. 증인으로서 증언할 수 있다(대판 1967.5.16，67도437).
3. 현행범을 체포한 경찰관의 진술 .….. 여느 목격자의 진술과 다름없이 증거능력이 있다(대판I995.5.9’95도535).
Q 공동피고인의 증인적격(절층설) '09 7급검찰'10. 경찰 1. 공범인 공동피고인 …… 피고인의 지위에 있으므로 …… 증인이 될 수 없으나， 소송절차가 분리되어 피고인의 지위에
서 벗어나게 되면 …… 증인이 될 수 있다(대판 2008.6.26,2008도3300). 2. 피고인과 별개의 범죄로 기소되어 병합심리 중인 공동피고인은 피고인의 범죄에 관하여는 증인의 지위에 있다
할 것 …… 선서없이 한 공동피고인의 법정진술 …… 증거로 쓸 수 없다(대판 1979.3 27.78도1031 ； 대판 1982 9 14,
82도100이. 3. 공동피고인들에 관하여 변론을 분리하고 각각 증인으로 채택하여 심문한 것은 서로의 공소에 대한 증인으로
각각 채택한 취지 …… (대판 1983.10.25,83도229
a 형사소송법 제146조(증인의 자격)가 무죄추정의 원칙에 반하는지 여부(소극) …… 수사담당 경찰공무원이라 하더라도 증인의 지위에 있을 수있음 …… 이 사건 법률조항은 무죄추정의 원칙에 반하지 아니한다(헌재결 2001.11.29,20이헌바41)

## 참고 문헌
- 손동권 신이철, 새로운 형사소송법(초판, 2013), 세창, 2013. ISBN 9788984114081